# 新兵日記之特戰英雄
《新兵日記之特戰英雄》，2011年臺灣軍教劇，為民視軍教劇《新兵日記》之續集，由民視、東巨集團、京星公司製作，民視播出，中華民國國防部協助拍攝。該劇於2011年4月開拍，並於2011年4月22日首播，採邊拍邊播形式。由於特戰拍攝難度高且傷兵頻傳，因此民視預計做滿一季即下檔，但因接檔戲《廉政英雄》存檔量不足， 因此決議將延長播出集數。 全劇於9月14日殺青，並於9月16日播出完結篇。劇情分為傘訓篇（前期）與反恐連篇（後期）。
挾著《新兵日記》的高收視，民視於2010年12月決議開拍《新兵日記》續集，劇名暫定為《新兵日記2》，於2011年3月正式開拍，接續《新兵日記》後播出。由於《新兵日記》部分演員將出演民視備檔戲《父與子》及《廉政英雄》，因此不克續演，為此製作單位招募新演員加入。原屬意任容萱出演女主角，但任爸不願女兒冒險，因此決定辭演。
女主角生變，再加上傳出國防部不願支援拍攝《新兵日記2》，使得原本三月開拍在即的《新兵日記2》
延至四月才正式開拍，而女主角一職仍由劉香慈擔任，並將《新兵日記2》正式定名為《新兵日記之特戰英雄》。

## 故事大綱
|                          | 特戰英雄，慓悍登場 |
| ——《新兵日記之特戰英雄》 |                    |

《特戰英雄》海報

短短三十幾天的新兵訓練結束後，陸軍後備步兵第九〇四旅第一營第一連第二排第五班的部分入伍生，志願來到陸軍航空特戰指揮部大武營區的陸軍特戰八六二旅，打算接受嚴格訓練來成為一名優秀的特戰人員。所有人都是洋溢著興奮、緊張的心情來到大武營區，卻在到達的第一天就被眼前的情況嚇到愣住。一場生死一瞬間的森林追殺只是特戰最基本的戰鬥教練，每天不僅有做不完的體能、腿力訓練，甚至沒有午休時間和適應期。所有人發現眼前的一切跟想像中的美好情景完全不一樣，全都只是因為他們曾把特戰生活想得太過容易；一部分為了友情、愛情、以及夢想而加入特戰的班兵，打算掉轉船頭卻為時已晚，因為他們已經成為特戰的一份子。於是，他們從此決定面對一切，不管困難有多大，都要同心協力成為一個精實的特戰兵。

## 播出時間

### 重播
| 頻道      | 所在地   | 播映日期      | 播出時間                              |
| --------- | -------- | ------------- | ------------------------------------- |
| Astro AEC | 马来西亚 | 2022年7月23日 | 週一至週五15:00播出（60分鐘含廣告版） |

| 頻道      | 所在地   | 播映日期      | 播出時間                              |
| --------- | -------- | ------------- | ------------------------------------- |
| Astro AEC | 马来西亚 | 2022年9月23日 | 週一至週五15:00播出（60分鐘含廣告版） |

## 演員陣容

### 陸軍航空特戰指揮部空降訓練中心

#### 幹部
| 角色   | 演員   | 介紹 | 登場                   |
| 陳展鴻 | 江俊翰 | 陸軍航特部空訓中心學員生營學三連中尉排長 傘訓營排長兼教官，有威嚴、有自信，注重學員的操練與生活態度，為了落實傘訓「嚴格即安全」的守則所以不苟言笑，經常給學員來一個出其不意的下馬威。但在心裡卻是相當關心所有學員，直到所有的學員第一次跳傘通過時才露出笑容，傘訓之後就跟隨所有學員與幹部加入反恐連並續任排長。 | 第1-5，7-16，18-22章   |
| 王勝男 | 劉香慈 | 陸軍航特部空訓中心學員生營學三連三等士官長連士官督導長 前後備九〇四旅一營一連連士官督導長，傘訓營士官長兼教官，原有懼高症為實現自我，申請轉調特戰部隊實現夢想，帶兵還是和以前一樣不苟言笑。在傘訓之後轉調特勤隊，於鑑測時因鄭強受槍傷回到特戰支援反恐連的鑑測，並與余善仁一起度過危機。在最後一刻再度遇見久違的羅剛，並在余善仁的讓步下最終與羅剛交往。 | 第2-15，19-22章        |
| 鄭強   | 胡宇威 | 陸軍航特部空訓中心學員生營學三連中士班長 傘訓營中士班長兼助教，綽號「瘋狗強」，帶兵一板一眼、冷酷無情，但內心裏卻是個有愛心的班長。常將學員的體能操至臨界點，藉以發揮出潛能，受勝男的委託而一直嚴加管教余善仁，導致和他出現不小的矛盾，但時間過去，兩人矛盾逐漸消散。在反恐連鑑測時與余善仁合作制伏監獄逃犯，但於過程中槍送醫，將自己的組員交付余善仁；平安脫險且恢復清醒後為所有人報平安。 | 第1-18章               |
| 善仁   | 阿龐   | 陸軍航特部空訓中心學員生營學三連中士學員 前後備九〇四旅一營一連二排五班下士班長，原本即將退伍，為了追求勝男而追隨其腳步轉服志願役並加入特戰。由於未受特戰訓練，於轉調後降為中士學員掛階接受嚴厲傘訓。受訓期間對鄭強有敵意；而時間一久，兩人隔閡逐漸消弭。與其他班兵共同經受住艱苦訓練，彼此照應、相處以來，使他以往機車的個性逐漸變得溫和可親。傘訓通過後正式升為中士班長，同時自願請調反恐連帶領其他組員。後來於鄭強跟匪徒搏鬥中槍負傷後，代替他帶領其組員安全抵達終點，同時碰巧跟久違的羅剛重聚後，最終選擇讓步而放棄追求勝男。 | 全劇                   |
| 王威   | 趙駿亞 | 陸軍航特部空訓中心學員生營學三連中士班長 傘訓營中士值星班長兼助教，因任務借調而在成功嶺擔任後備九〇四旅一營一連二排六班下士班長，曾經是余善仁的搭檔兼學弟，之後順利考上插大，在借調新訓中心前接受過泳訓、傘訓、高空訓和反恐連訓練，因此比余善仁還早一步成為傘訓班長。帶兵雖然比以前更加嚴格，表面上與余善仁和新訓時期的入伍生產生嫌隙，但依然是刀子嘴豆腐心，會主動瞭解並解決學員的各種問題。 | 全劇                   |
| 金碧瑩 | 黃荻鈞 | 陸軍航特部空訓中心學員生營學三連中尉輔導長 前後備九〇四旅步一營中尉營政戰官，由於受過特戰訓練，於是轉調陸軍航特部空訓中心中尉輔導長，期間還是十分關心善仁和勝男的戀情。之後同樣轉調反恐連，並且除了恢復新訓時政戰官的身份以外，也兼任最高指揮官，身負重大責任的她，嚴禁任何人違反命令或貿然行事。 | 第7-11，13-16，18-22章 |
| 湯凱宇 | 張雁名 | 陸軍航特部空訓中心學員生營學三連中尉排長 傘訓營排長兼教官，進行完高空跳傘後返回營區擔任教官，操練雖為嚴格但較為寬容，不會像陳排長一樣不容忍一絲一毫的錯誤且處罰學員。教學上會利用開明活用的方式，讓學員易於理解。而對於學員的疑問，總能不厭其煩的加以解答。（演員拍戲時受傷因而辭演） | 第5-7，9章             |
| 張家莉 | 林俞汝 | 陸軍航特部空訓中心學員生營學三連中士班長 傘訓營班長兼助教，對自我的要求及期許高，常訓練並鼓勵女兵，期許女兵能更加精進。將身為學姐的士官長王勝男視為模範，一直以來追隨她的腳步努力，傘訓後也跟隨隊伍加入反恐連，在鑑測時因鄭強受槍傷，與余善仁共同帶隊，原本對他保持著質疑與誤會，但最後理解而與他帶領學員抵達終點。 | 第5-22章               |
| 邱坤林 | 呂革進 | 陸軍航特部空訓中心學員生營學三連中士班長 傘訓營班長兼助教，王威與余善仁的學弟，是個硬漢派，總是一副冷酷無情的態度，帶兵雖然跟鄭強一樣嚴格，但有時也會露出疼愛班兵的一面。之後在反恐連鑑測時回來支援，並且在鄭強受槍傷後，負責代替余善仁帶領王威的隊伍。 | 第1-14，16-22章        |
| 林正彬 | 林懷   | 陸軍航特部空訓中心學員生營學三連中士班長 傘訓營班長兼助教。 | 第1-14章               |

#### 男學員
| 角色   | 演員   | 介紹 | 登場                |
| 葉大同 | 錢君仲 | 陸軍航特部空訓中心接受傘訓二等兵學員 成功嶺營站小開，人看似憨厚、其實有點賊，容易被美女吸引，而每次緊張時會嚴重結巴。自願加入特戰部隊，但因腳傷在報到後有段時間無法參與操課，在所有人受訓期間一直躺在醫務所。於養傷期被同梯新兵與上級激起榮譽心，經由傘訓場退伍士官長吳大雄的加強訓練，不但趕上進度也順利通過傘訓。但由於腳曾經受傷未參與反恐連相關的課程，因而無法加入反恐連。 | 第1-2，4，7，9-15章 |
| 賴虎   | 林道遠 | 陸軍航特部空訓中心接受傘訓二等兵學員 黑道大哥之子，被父親逼迫當兵，雖然順利通過新訓加入特戰，但由於經常犯錯而拖累全連因此遭多數人貼標籤。曾幾度跟張育瑋等同梯發生衝突，直到後來才有所改善。一開始喜歡劉卉心，但後来沒辦法忍受她的任性以及冷漠，轉而追求溫柔的林蕾芳。跳傘前由於體格胖而使傘具無法支撐其體重，被迫進行長期節食與減肥才成功通過傘訓並加入反恐連。                 | 全劇                |
| 吳勇   | 夏政峰 | 陸軍航特部空訓中心接受傘訓二等兵學員 原住民，綽號「巴隆」，個性單純、愛唱歌，渴望當兵。體能好、身手好，對於行走山區完全沒有障礙，由於自己部落每一個男生都加入過特戰，因此自願加入特戰部隊。但自從加入之後才發現特戰的一切跟自己想像的完全不一樣，於是只能硬著頭皮去克服難關，之後順利通過傘訓並加入反恐連。                                                                     | 全劇                |
| 張育瑋 | 丫美   | 陸軍航特部空訓中心接受傘訓二等兵學員 綽號「大尾」，為人孤僻、一板一眼，為王威在育幼院的同伴。剛開始個性沖、好勝心極強，因此瞧不起總是犯錯拖累全連的賴虎一行人，老是找他們的麻煩。但後來在一次肢體衝突中不慎打中勸架的余善仁，心懷愧疚之下接受余善仁的教育並改進且學會包容，也在反恐連期間與賴虎他們一起同進同退。                                                               | 全劇                |
| 尤恆豐 | 元太   | 陸軍航特部空訓中心接受傘訓二等兵學員 綽號「阿布拉」，為張育瑋的小弟，身手較好、當兵前就學會打防身術，有加入特勤隊的夢想。但本性蠻橫自負，在轉調反恐連後由於虛榮心而露出本性，連張育瑋都不放在眼裡。最後親眼目睹鄭強中槍後，決定重視其教導而徹底反省自己的過錯，還跟張育瑋重拾兄弟情誼且並肩作戰。                                                                               | 全劇                |
| 金戰   | 爆爆   | 陸軍航特部空訓中心接受傘訓二等兵學員 相當自戀的軍事迷，憧憬當軍人，因此加入特戰部隊，但跟賴虎一樣經常出錯，而犯錯後一向不承認自己笨。傘訓時也因為體格胖，於是只能和賴虎一起節食和減肥。自認為是情聖，一天到晚想著談情說愛，對幾個女兵都告過白，後來喜歡上呂美玲。 | 全劇                |
| 徐義夫 | 張世賢 | 陸軍航特部空訓中心接受傘訓二等兵學員 綽號「洗衣服」，家中開國術館，男兵連隊上唯一的醫療師。待人十分善良，總是聲稱自己是國術家族出身而精通整骨，而常幫學員推拿、針灸；但技術實際上十分不精，反而會讓人更加疼痛。 | 全劇                |
| 李金樹 | 小草   | 陸軍航特部空訓中心接受傘訓二等兵學員 愛好極限運動的熱血男兒，與劉卉心去世的男友小祖為好朋友，但造成他意外出車禍後十分愧疚，卻因此被卉心誤解為殺人兇手，但與她的關係在反恐連期間逐漸好轉。 | 全劇                |
| 李國祥 | 秋凡   | 陸軍航特部空訓中心接受傘訓二等兵學員 擅長變魔術的藝術家，為了實現在高空變魔術想法而積極參加傘訓，還是個筆走龍蛇的詩人，給所有女兵各寫過情書。但在受傘訓和反恐連時十分糊里糊塗，經常犯下讓人抓狂的錯誤。 | 全劇                |
| 李正華 | 周鼎   | 陸軍航特部空訓中心接受傘訓二等兵學員 傘訓期間新入伍的一名臺灣裔美國人（ABC），不熟悉中文，因此聽口令常出包或慢半拍，且經常被同梯惡整。由於一直得到林蕾芳的幫助，而開始喜歡上她。 | 第4-22章            |
| 楊皓文 | 林威利 | 陸軍航特部空訓中心接受傘訓二等兵學員 接受傘訓的學員之一，總是慢半拍且跟不上進度，訓練開始沒多久就退訓。 | 第1-3章             |

#### 女學員
| 角色   | 演員   | 介紹 | 登場     |
| 葉庭怡 | 葉瑋庭 | 陸軍航特部空訓中心接受傘訓二等兵學員 原住民，嚮往當兵，於是自願參加特戰訓練。個性活潑外向，但由於好勝心過強，常導致自己在隊上始終都是一臉苦瓜，與朋友們相處後才開始慢慢露出微笑。同樣視王勝男為典範，最後在朋友陪伴下順利通過傘訓，但因戰力不符而調離反恐連。                           | 第2-15章 |
| 吳君鳳 | 小薰   | 陸軍航特部空訓中心接受傘訓二等兵學員 個性迷糊的女兵，時常睜著眼睛說瞎話，在女兵當中出包次數最多。但心地善良，曾經領有護士執照，但因為經常犯錯而離開醫院。由於父親從前是空降部隊的士官長，為了繼承父親的衣缽，自願加入特戰部隊，順利完成傘訓之後同樣因為戰力不符而調離反恐連。           | 第2-15章 |
| 林蕾芳 | 樓庭岑 | 陸軍航特部空訓中心接受傘訓二等兵學員 為人溫柔、善解人意的女兵，出身家境貧困、父親多病，身為長女而一人擔起家中的經濟補缺。但龐大的壓力常讓她喘不過氣，因此為逃避現實壓力而加入特戰，由於樂於助人，跟賴虎關係越見曖昧。傘訓初期時體能較弱，但最後還是順利通過，加入反恐連後實力大有長進。 | 第2-22章 |
| 劉卉心 | 江晨希 | 陸軍航特部空訓中心接受傘訓二等兵學員 出身於富裕家庭的女兵，待人自我、任性且消極，為了紀念已故男友，瞞著家人替他從軍、加入特戰。對李金樹有極深的心結與怨憤，將男友之死歸罪於他，但在反恐連時因爲意外腳扭傷，迫於形勢而由李金樹幫忙照料，因此慢慢開始原諒及接受他。                       | 第2-22章 |
| 呂美玲 | 張淯詞 | 陸軍航特部空訓中心接受傘訓二等兵學員 自我意識強、體力超群的女兵，認為自己懷才不遇，因此投奔軍旅，希望成為最優秀的女兵。表面雖然強悍，然而內心十分脆弱，犯錯容易自責。在跳傘前收到交往多年的男友之分手信，情緒受到影響而險些釀成大錯，但後來受到金戰的安慰而釋懷。                       | 第2-22章 |

### 其他人物
| 角色   | 演員   | 介紹 | 登場                         |
| 陳添彬 | 阿竿   | 陸軍航空特戰部隊六〇一旅二等兵勤務兵 賴虎等人的新訓同梯，剛好與金戰也是為從小到大的朋友，原本因夢遊無法加入特戰，後來幸運抽籤抽到特戰部隊。在特戰部隊中擔任伙房的勤務兵，再次跟賴虎一行同梯團聚。之後在反恐連鑑測中，他擔任拯救人質訓練的“人質”。 | 第4，6-8，10，14-15，21-22章 |
| 吳大雄 | 王夢麟 | 前陸軍航特部空訓中心士官長 吳君鳳的父親，從軍多年的老長官，年輕時曾經在成功嶺帶過兵，目前是大武營區營站福利社的店長。與大同的母親黃麗紅（紅姐）是老朋友，由於受她之託而幫忙照顧葉大同，並在葉大同腳傷逐漸恢復之後開始對其進行個別訓練。對於其女及大同都十分嚴格，起初本來對女兒的訓練程度很不滿意，但是卻直到大同和君鳳一同順利通過傘訓後才流下感動的眼淚。                           | 第7-13章                     |
| 羅剛   | 唐豐   | 原陸軍新訓後備九〇四旅步一營步一連第二排第五班入伍生 賴虎等人的新訓同梯，本應加入特戰部隊，因鑑測時膝蓋骨骨折而被迫驗退。曾答應士官長勝男會努力復健，並約定一年後其生日之約，一段時間後離開眾人來到果園工作，並成功將腿傷養好。進入反恐演習區尋找朋友的孩子時跟勝男重逢，親口向她表白埋藏已久的心意，與她共同鼓勵腿部受傷的余善仁一起跑完鑑測，最後在善仁的祝福下順利和勝男走到一起。 | 第20-22章                    |

## 電視劇歌曲

### 主題曲
| 類別   | 歌名       | 作詞   | 作曲   | 主唱     |
| ------ | ---------- | ------ | ------ | -------- |
| 片頭曲 | 年輕的喝采 | 沈澎   | 譚健常 | 高明駿   |
| 預告曲 | 彩虹       | 顏璽軒 | 尤秋興 | 動力火車 |
| 片尾曲 | 我相信     | 劉虞瑞 | 陳國華 | 楊培安   |

### 插曲
| 歌名               | 作詞          | 作曲          | 主唱                                                                                      | 章數                     |
| ------------------ | ------------- | ------------- | ----------------------------------------------------------------------------------------- | ------------------------ |
| 傘兵進行曲         | 佚名          | 佚名          |                                                                                           | 第1-6，14章              |
| 同一片天空         | 呂至傑        | 呂至傑        | 姚元浩、劉香慈、阿龐、趙駿亞、傅子純、唐豐、 夏政峰、林道遠、錢君仲、黃荻鈞、張芯瑜、阿竿 | 第2-4章                  |
| 勇士進行曲         | 劉英傑        | 鄧夏          |                                                                                           | 第3章                    |
| 超級朋友           | 蕭閎仁 葉翊忻 | 蕭閎仁        | 林道遠／錢君仲／夏政峰                                                                    | 第4章                    |
| 空降神兵           | 佚名          | 佚名          |                                                                                           | 第4，6，9章              |
| 夢想從心開始       | 劉虞瑞        | 陳國華        | 楊培安                                                                                    | 第5-6，10，12章          |
| 下一個我           | 陳信延        | 饒善強        | 炎亞綸                                                                                    | 第5，7章                 |
| 黃埔軍魂           | 孫儀          | 劉家昌        |                                                                                           | 第5，9章                 |
| 秋蟬               | 李子恆        | 李子恆        | 徐曉菁／楊芳儀                                                                            | 第6章                    |
| 想自由             | 姚若龍        | 鄭楠          | 林宥嘉                                                                                    | 第6章                    |
| 晚安               | 武雄          | 陳小霞        | 林宥嘉                                                                                    | 第6章                    |
| 浴火鳳凰           | 化學猴子      | 化學猴子      | 楊培安                                                                                    | 第8，11-12，14，16，22章 |
| 月光               | 陳國華        | 陳國華        | 楊培安                                                                                    | 第8章                    |
| 忽然之間           | 周耀輝 李焯雄 | 林健華        | 炎亞綸                                                                                    | 第8章                    |
| 黃埔男兒最豪壯     | 孫儀          | 劉家昌        |                                                                                           | 第9，13，22章            |
| 58°寂寞            | 劉虞瑞        | 吳听徹        | 符瓊音                                                                                    | 第9章                    |
| 軍紀歌             | 何志浩        | 李中和        |                                                                                           | 第9，14章                |
| Fight Again        | 滅火器樂團    | 滅火器        | 滅火器                                                                                    | 第4，7，9章              |
| 彩虹的盡頭         | 楊培安        | 楊培安        | 楊培安                                                                                    | 第7，9，14章             |
| 沒有不可能的事     | 陳家麗        | 翁孝良        | 楊培安                                                                                    | 第10章                   |
| I'm fine           | 吳聽徹        | 陳國華 陳建瑋 | 楊培安                                                                                    | 第12，19章               |
| 當你又提起我們的事 | 陳國華        | 陳國華        | 陳國華                                                                                    | 第12章                   |
| 痛快               | 何啟弘        | 陳國華        | 陳國華                                                                                    | 第15章                   |
| 感謝有你           | 楊培安        | 楊培安        | 楊培安                                                                                    | 第12，18，20，22章       |
| My Flower          | 姜道          | 姜道          | 利得彙                                                                                    | 第17章                   |

## 收視率

### 週五首播
| 播映日期   | 集數     | 平均收視率 | 收視排名 | 幕後特輯收視率 | 備註                                                    |
| ---------- | -------- | ---------- | -------- | -------------- | ------------------------------------------------------- |
| 2011/04/22 | 01       | 7.63       | 1        | 4.49           | 接於《新兵日記》後播出，播出25分鐘 後續接30分鐘幕後特輯 |
| 2011/04/29 | 02       | 6.98       | 1        | 3.81           | 重播首集25分鐘片段，播出30分鐘幕後特輯                  |
| 2011/05/06 | 03       | 6.29       | 1        | 2.79           | 播出30分鐘幕後特輯                                      |
| 2011/05/13 | 04       | 6.24       | 1        | 2.94           | 播出30分鐘幕後特輯                                      |
| 2011/05/20 | 05       | 5.96       | 1        | 2.94           | 播出25分鐘幕後特輯                                      |
| 2011/05/27 | 06       | 5.65       | 1        | 2.82           | 播出25分鐘幕後特輯                                      |
| 2011/06/03 | 07       | 5.42       | 1        | 2.99           | 播出25分鐘幕後特輯                                      |
| 2011/06/10 | 08       | 5.46       | 1        | 2.56           | 播出25分鐘幕後特輯                                      |
| 2011/06/17 | 09       | 4.84       | 1        | 2.04           | 播出25分鐘幕後特輯                                      |
| 2011/06/24 | 10       | 4.50       | 1        | 2.03           | 播出25分鐘幕後特輯                                      |
| 2011/07/01 | 11       | 4.62       | 1        | 2.61           | 播出25分鐘幕後特輯                                      |
| 2011/07/08 | 12       | 4.27       | 1        | 1.87           | 播出25分鐘幕後特輯                                      |
| 2011/07/15 | 13       | 4.38       | 1        | 2.46           | 播出25分鐘幕後特輯                                      |
| 2011/07/22 | 14       | 4.92       | 1        | 2.14           | 播出25分鐘幕後特輯                                      |
| 2011/07/29 | 15       | 4.20       | 1        | 2.04           | 播出25分鐘幕後特輯                                      |
| 2011/08/05 | 16       | 3.91       | 1        | 1.56           | 播出25分鐘幕後特輯                                      |
| 2011/08/12 | 17       | 4.16       | 1        | 1.84           | 播出25分鐘幕後特輯                                      |
| 2011/08/19 | 18       | 4.64       | 1        | 2.11           | 播出25分鐘幕後特輯                                      |
| 2011/08/26 | 19       | 4.73       | 1        | 2.16           | 播出25分鐘幕後特輯                                      |
| 2011/09/02 | 20       | 4.86       | 1        | 1.87           | 播出25分鐘幕後特輯                                      |
| 2011/09/09 | 21       | 4.63       | 1        | 2.01           | 播出25分鐘幕後特輯                                      |
| 2011/09/16 | 22       | 5.66       | 1        | 0.90           | 播出25分鐘幕後特輯                                      |
| 平均收視   | 平均收視 | 5.18       | -        | 2.41           | -                                                       |

- 同時段節目：臺視：《我的完美男人 / 下一站，幸福 / 勇士們》、中視：《太陽花 / 康熙來了 / 藍海1+1 / 怪俠眼鏡蛇COBRA / 珍愛林北》 、華視：《正典快樂有ｇｏ正 / 美食向錢衝 / 華視夜間新聞 / 拜金女王》
- 資料來源：中時娛樂、凱絡媒體週報

## 製作團隊
片頭工作人員表
- 製作人：郝孝祖、呂華濱、辜睿宏
- 監製：張若凡、陳怡婷、方美琇
- 策劃：黃國卿
- 企劃：劉文嬌
- 編劇統籌：李信邦
- 編劇：謝宗臣
- 統籌：黃緒魯
- 執行製作：林正浩、賴佳榮
- 片頭設計：民視動畫室、劉宗翰
- 剪輯：彭寒英、李志仁、段兆偉
- 副導演：周姿涵

（第1-5章）
- 執行導演：廖裴鴻、張藝騰、朱昆洋
- 導演：王為

（第6章起）
- 導演：張藝騰、朱昆洋

片尾工作人員表
- 企宣小組：杜蕙如、陳玲慧、鄭雅慧、劉培玉、張翔茹、王琛媄、鄧清修、李清福、周敬泯、鄭晏
- 後製：游申元、黃家妤
- 劇照師：吳雅鈴
- 場記：趙文山、蘇文賜
- 外景燈光：李紹銘、羅祥瑞、林書平
- 外景攝影：蔡旻樺、白志宏、王仁貴、林玉堂、余聖賢、陳宣凱
- 製作助理：謝惠如、李東諺
- 執行助理：潭湘武、余志龍、林酉信、李信宗、趙柏溫、張耀騰
- 化妝：賴燕樺、林志勇、孫翊雯
- 服裝：林美杏、王怡淨
- 道具陳設：黃銘樋、陳永生、陳凌泰
- 爆破特技：月華祥、孫玉峰
- 鋼絲爆破：張慕義
- 音樂：聲動錄音室　胡戀忠
- 效果‧混音：宋宗彥、施景弘
- 後製作剪輯：王銘煌、蔡叔娟、蔡鴻謀、周時雄、戴亞平、湯惟甯、黃培安
- 民視木工：戴慶祥、游琪昌、楊趕、莊志文、高銘濱、辜睿宏
- 民視道具：林志霖、黃麟焜、黃清義、李偉豪、李泊漢
- 民視搭景班：立正工程班
- 美術指導：蕭憶雰

## 拍攝地點

### 臺灣省屏東縣
- 屏東市陸軍航空特戰指揮部空降訓練中心－大武營區
- 內埔鄉鄉立游泳池、穎達生態農場
- 瑪家鄉站在高崗上休閒餐廳
- 萬巒鄉萬金聖母聖殿
- 東港鎮東隆宮、大鵬灣國家風景區
- 枋寮鄉海鷗公園

### 臺灣臺北市
- 北投區陽明山國家公園竹子湖

### 臺灣臺中市
- 和平區谷關麗陽營區

### 臺灣高雄市
- 彌陀區漯底山
- 大寮區忠義里

## 外部連結
- （繁體中文）民視《新兵日記之特戰英雄》官方網站
- （繁體中文）民視《新兵日記之特戰英雄》的Facebook專頁(官方)
- YouTube上的新兵日記之特戰英雄播放列表

## 電視節目的變遷
| 中華民國 民視無線台 每週五 22:15 - 24:15                  | 中華民國 民視無線台 每週五 22:15 - 24:15                              | 中華民國 民視無線台 每週五 22:15 - 24:15 |
| --------------------------------------------------------- | --------------------------------------------------------------------- | ---------------------------------------- |
|                                                           | 新兵日記之特戰英雄 特戰英雄幕後特輯 （2011年4月22日－2011年9月16日）  |                                          |
| 新兵日記 新兵日記幕後特輯 （2010年7月2日－2011年4月22日） | 廉政英雄 廉政英雄幕後特輯 （2011年9月23日－2016年4月8日）             |                                          |
| 中華民國 民視無線台 每週一-五 18:00-19:00                 |                                                                       |                                          |
| 新兵日記 （2020年5月15日－2020年8月26日）                 | 新兵日記之特戰英雄 特戰英雄幕後特輯 （2020年8月27日－2020年10月12日） | 美食獵人 （2020年10月13日－）            |

| 中華民國 東森綜合台 每週六至週日 16:00 - 18:00 · （11/10起,改為 17:00 - 18:00） | 中華民國 東森綜合台 每週六至週日 16:00 - 18:00 · （11/10起,改為 17:00 - 18:00） | 中華民國 東森綜合台 每週六至週日 16:00 - 18:00 · （11/10起,改為 17:00 - 18:00） |
| ------------------------------------------------------------------------------- | ------------------------------------------------------------------------------- | ------------------------------------------------------------------------------- |
|                                                                                 | 新兵日記之特戰英雄 （2012年11月10日－2013年1月5日）                             |                                                                                 |
| 新兵日記 （2012年7月7日－2012年11月10日） （11/10 16:00 - 17:00完結篇）         | 真愛找麻煩 （2013年1月6日－2013年6月1日）                                       |                                                                                 |

| 星和娛家戲劇台 星期六19:45-21:30 時段 2014年4月19日起改為16:00-17:45 | 星和娛家戲劇台 星期六19:45-21:30 時段 2014年4月19日起改為16:00-17:45 | 星和娛家戲劇台 星期六19:45-21:30 時段 2014年4月19日起改為16:00-17:45 |
| -------------------------------------------------------------------- | -------------------------------------------------------------------- | -------------------------------------------------------------------- |
|                                                                      | 新兵日記之特戰英雄 （2014年2月1日- 2014年5月31日）                   |                                                                      |
| 審死官 （2013年10月19日 - 2014年1月25日）                            | 武則天秘史 (2014年4月19日-10月4日                                    |                                                                      |

| 中華民國 緯來電影台 7月13日起 · 每週一至週五17:00-19:00 | 中華民國 緯來電影台 7月13日起 · 每週一至週五17:00-19:00      | 中華民國 緯來電影台 7月13日起 · 每週一至週五17:00-19:00 |
| ------------------------------------------------------- | ------------------------------------------------------------ | ------------------------------------------------------- |
|                                                         | 新兵日記之特戰英雄 （2016年7月13日－2016年8月4日)            |                                                         |
| 新兵日記 （2016年7月1日－2016年7月12日)                 | 我的老師叫小賀 （2016年8月4日－2016年9月23日） 第1集至第53集 |                                                         |